# 비케이시큐리티서비스
비케이시큐리티서비스는 2023년에 설립된 대한민국의 경비업 전문 기업이다.

## 업무
비케이시큐리티서비스(BKSS)는 주요한 행사나 축제 등에서 만약에 있을 테러나 범죄에 대비하여 관중이나 주요 인물들의 신변보호를 목적으로 하는 경호 경비업 회사이다. 단체나 주요 인물, 개인이 신변보호를 목적으로 신청하면 이것을 호위할 경호원, 경비원을 바로 파견한다. 또한 만약에 있을 돌발 사태를 방지하는 역할 및 상황이 일어났을 때 그에 걸맞는 대응 대처의 역할도 이들이 맡은 업무이며 비인가자 출입통제 관리도 수행한다. 이 외에도 연예인•기업인•정치인 전담 경호부터 해외 바이어 또는 방한•주한 외국인 VIP 근접 보호, 비즈니스 해외여행•해외출장 동행 경호, 저택 경비, 법원동행 경호 및 증인 신변보호, 스포츠 대회 안전경비, 대규모 축제 및 각종 행사장 안전관리의 역할도 같이 수행한다. 회사의 본사는 서울특별시 은평구 응암동 응암로12길에 위치하고 있다.  

## 임원진
한국키즈니스협회를 운영하는 박영미 대표가 감사로 함께 하고 있다.

## 같이 보기
- 행사
- 테러